# Oi-Zuki
Ein Oi-Zuki [ˈoiˌzɯki] (japanisch 追い突き) (im Wadō-Ryū: Jun-Zuki, japanisch 順突き) ist ein (zur Beinbewegung) gleichseitiger Fauststoß. Er wird in vielen Budō-Disziplinen verwendet, so z. B. im Karate oder Jiu Jitsu. Es handelt sich hierbei um eine Ausführungsform des Choku-Zuki mit Fußbewegung. Neben den Blocktechniken ist der Oi-Zuki (bzw. der Choku-Zuki) eine der ersten Techniken, die ein Schüler erlernt. Der Oi-Zuki stellt das Gegenstück zum Gyaku-Zuki (Fauststoß mit der Seite, deren Bein gerade nicht vorne ist) dar. Aufgrund des langen Bewegungsablaufs wird der Oi-Zuki im Wettkampf selten angewendet. Er ist vor allem in Katas und Grundschultechniken zu finden.
Beispiel: Bei der Linksauslage erfolgt die Ausführung eines Oi-Zuki, indem der Karateka mit dem rechten Fuß nach vorne geht und gleichzeitig mit der rechten Faust einen Stoß ausführt, sodass er sich am Ende der Technik in einer Rechtsauslage befindet.